# Episema
Episema är ett släkte av fjärilar. Episema ingår i familjen nattflyn.

## Dottertaxa tillEpisema, i alfabetisk ordning[1]
- Episema abajoi
- Episema abruzzorum
- Episema affinis
- Episema agrapha
- Episema alba
- Episema albida
- Episema amasina
- Episema antherici
- Episema bicolor
- Episema bipunctata
- Episema bistrigata
- Episema boneti
- Episema capreae
- Episema ceballosi
- Episema cinarescens
- Episema cinereorufa
- Episema colladoi
- Episema concors
- Episema culoti
- Episema declinans
- Episema dentimacula
- Episema didymogramma
- Episema discors
- Episema dusmeti
- Episema elephantina
- Episema elvira
- Episema escalerai
- Episema extrema
- Episema flavosignata
- Episema fulvescens
- Episema funesta
- Episema glaucina
- Episema glaucinoides
- Episema gozmanyi
- Episema griseoviolacea
- Episema grueneri
- Episema haemapasta
- Episema hernandezi
- Episema hispana
- Episema hypoxantha
- Episema immaculata
- Episema intermedia
- Episema korsakovi
- Episema lederi
- Episema lilascens
- Episema lineata
- Episema lutea
- Episema mendizabali
- Episema meridionalis
- Episema minuta
- Episema monotona
- Episema moralesi
- Episema munozi
- Episema obliterata
- Episema obsoleta
- Episema ochrea
- Episema ochreorufa
- Episema osseata
- Episema paenutata
- Episema pelaezi
- Episema pseudohispana
- Episema pseudoramburi
- Episema pseudotersa
- Episema pulverulenta
- Episema ramburi
- Episema rosea
- Episema roseoflava
- Episema roseosignata
- Episema rubellina
- Episema rubrescens
- Episema ruscinonensis
- Episema sareptana
- Episema scoriacea
- Episema simplificata
- Episema swiderskii
- Episema teriolensis
- Episema terracotta
- Episema tersa
- Episema tersina
- Episema tersinoides
- Episema tersoides
- Episema transversa
- Episema trimacula
- Episema trimaculata
- Episema umbrosa
- Episema unicolor
- Episema unicolorferruginea
- Episema zarcoi